# Stenopsyche uncinatella
Stenopsyche uncinatella är en nattsländeart som beskrevs av Fischer 1961. Stenopsyche uncinatella ingår i släktet Stenopsyche och familjen Stenopsychidae. Inga underarter finns listade i Catalogue of Life.